# SpaceX CRS-1
SpaceX CRS-1 (SpX-1) – pierwsza misja statku transportowego Dragon, wykonana przez prywatną firmę SpaceX na zlecenie amerykańskiej agencji kosmicznej NASA w ramach programu Commercial Resupply Services w celu zaopatrzenia Międzynarodowej Stacji Kosmicznej.

## Przebieg misji
Start misji nastąpił 8 października 2012 roku o 00:34:07 czasu UTC. Rakieta nośna Falcon 9 v1.0 wystartowała ze statkiem Dragon z platformy startowej SLC-40 z kosmodromu Cape Canaveral Air Force Station. W trakcie startu doszło do przedwczesnego wyłączenia jednego z silników pierwszego stopnia rakiety. W efekcie brak wystarczającego ciągu został zrekompensowany dłuższą pracą pozostałych silników. Dragon zbliżył się do ISS 10 października 2012 i o 10:56 UTC został uchwycony przez mechaniczne ramię Canadarm2. Następnie został on przyciągnięty do portu dokującego w module Harmony i o 13:03 UTC nastąpiło jego cumowanie do stacji.
Dragon pozostał zadokowany do ISS przez prawie 18 dni, po czym odłączył się od stacji 28 października o 11:19 UTC. Następnie został on odciągnięty od ISS przez Canadarm2 i wypuszczony o 13:29 UTC. Po oddaleniu się od stacji rozpoczęto manewr jego deorbitacji, w wyniku czego kapsuła powrotna Dragona zwodowała o 19:22 UTC na Wschodnim Pacyfiku.

## Ładunek
Statek Dragon wyniósł na orbitę ładunek o masie 905 kg (netto: 400 kg), w tym:
- 118 kg środków dla załogi (ubrania, środki higieny osobistej, pożywienie, dokumentacja),
- 177 kg materiałów badawczych z NASA, JAXA i ESA,
- 102 kg sprzętu potrzebnego do sprawnego funkcjonowania stacji,
- 3,2 kg urządzeń elektronicznych.

Po rozładowaniu statku Dragon, został on wypełniony materiałami, które miały powrócić na Ziemię. W sumie w kapsule powrotnej znalazło się ok. 905 kg ładunku (netto: 760 kg), w tym:
- 74 kg środków od załogi,
- 393 kg materiałów z zakończonych eksperymentów naukowych z ESA, JAXA i NASA,
- 33 kg przedmiotów zużytych podczas spacerów kosmicznych,
- 235 kg zużytego sprzętu wykorzystanego na stacji,
- 5 kg zużytych urządzeń elektronicznych,
- 20 kg zużytego sprzętu z rosyjskiego segmentu ISS.

## Galeria

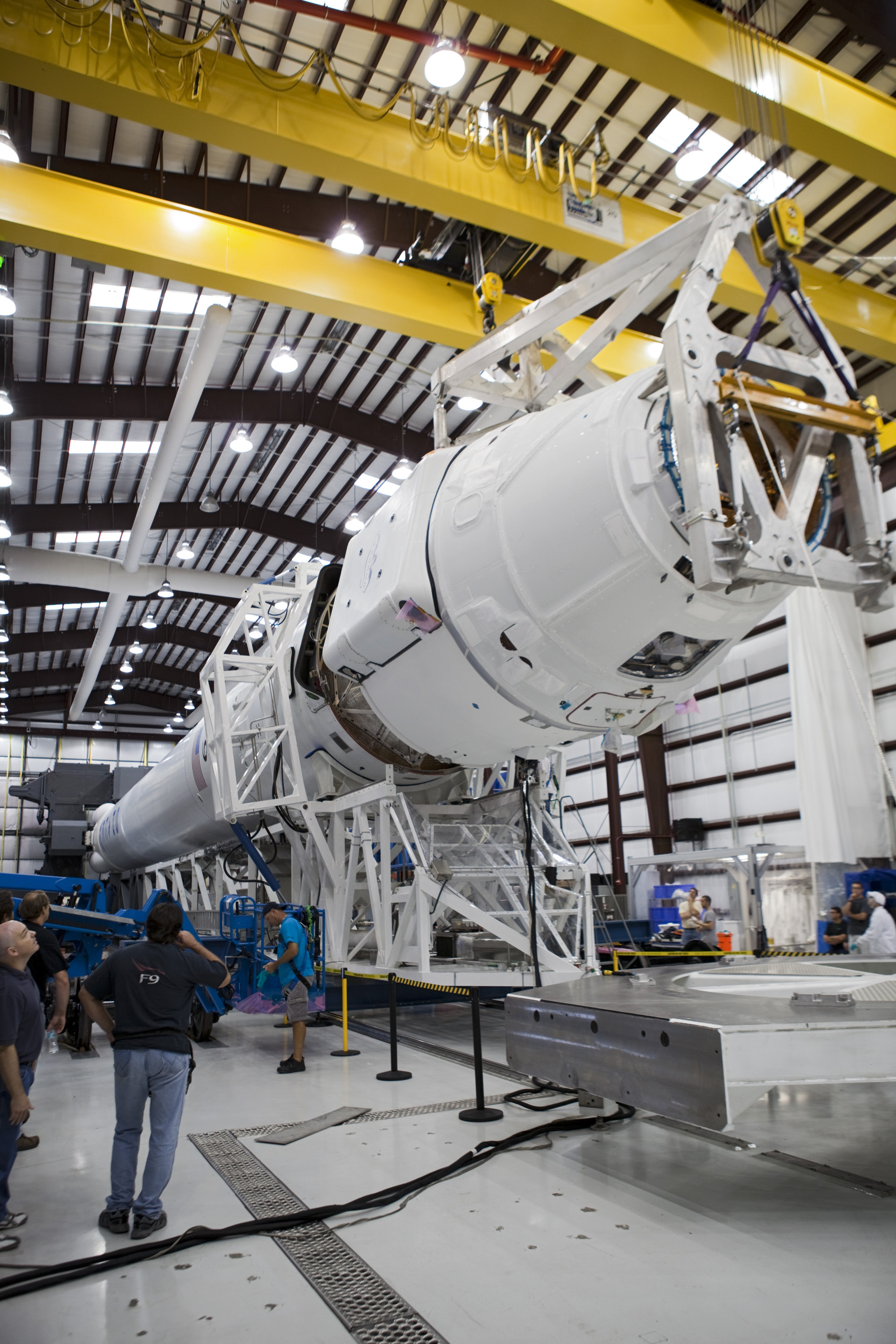
Montaż statku Dragon do rakiety Falcon 9
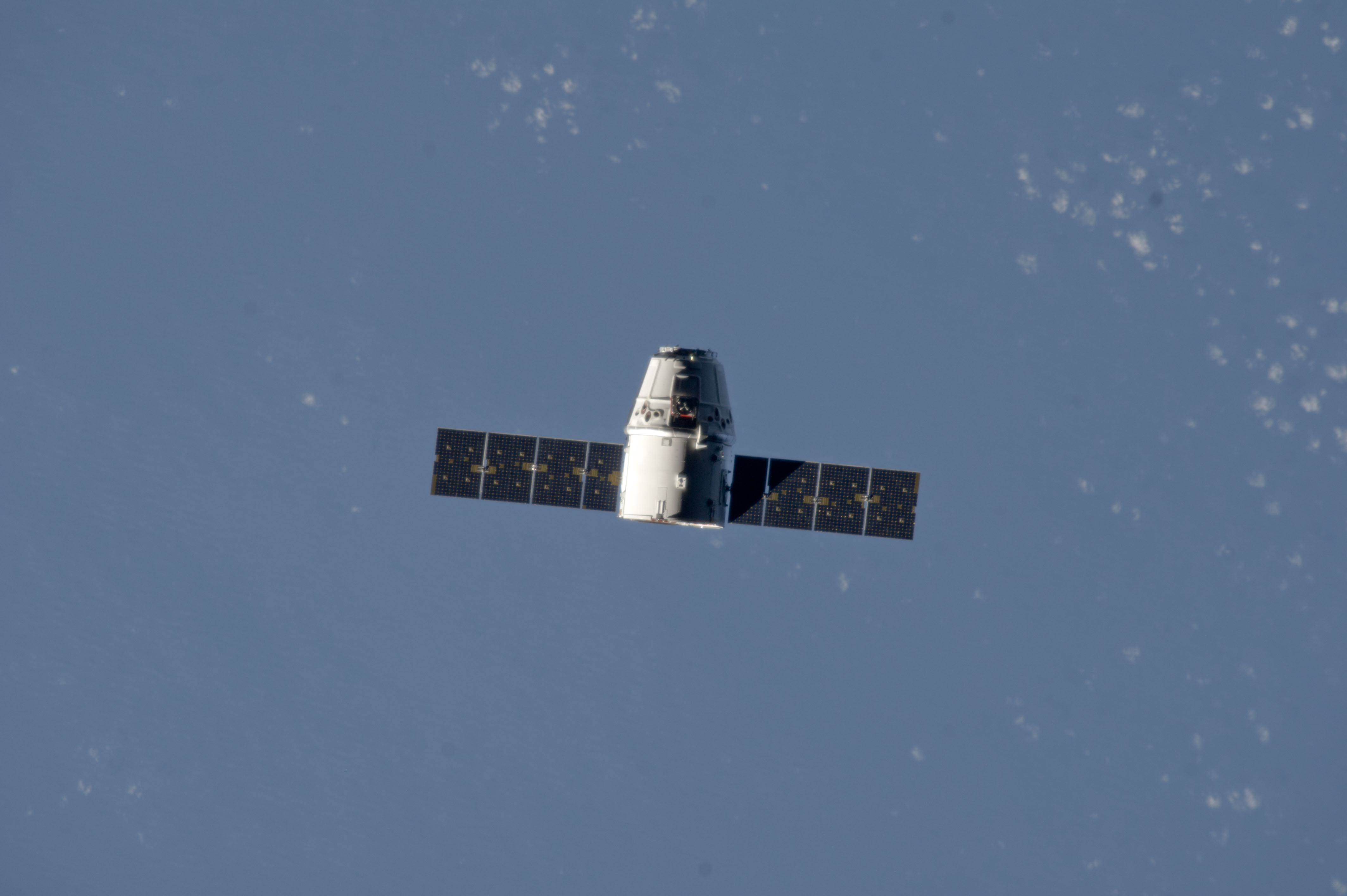
Dragon zbliża się do ISS
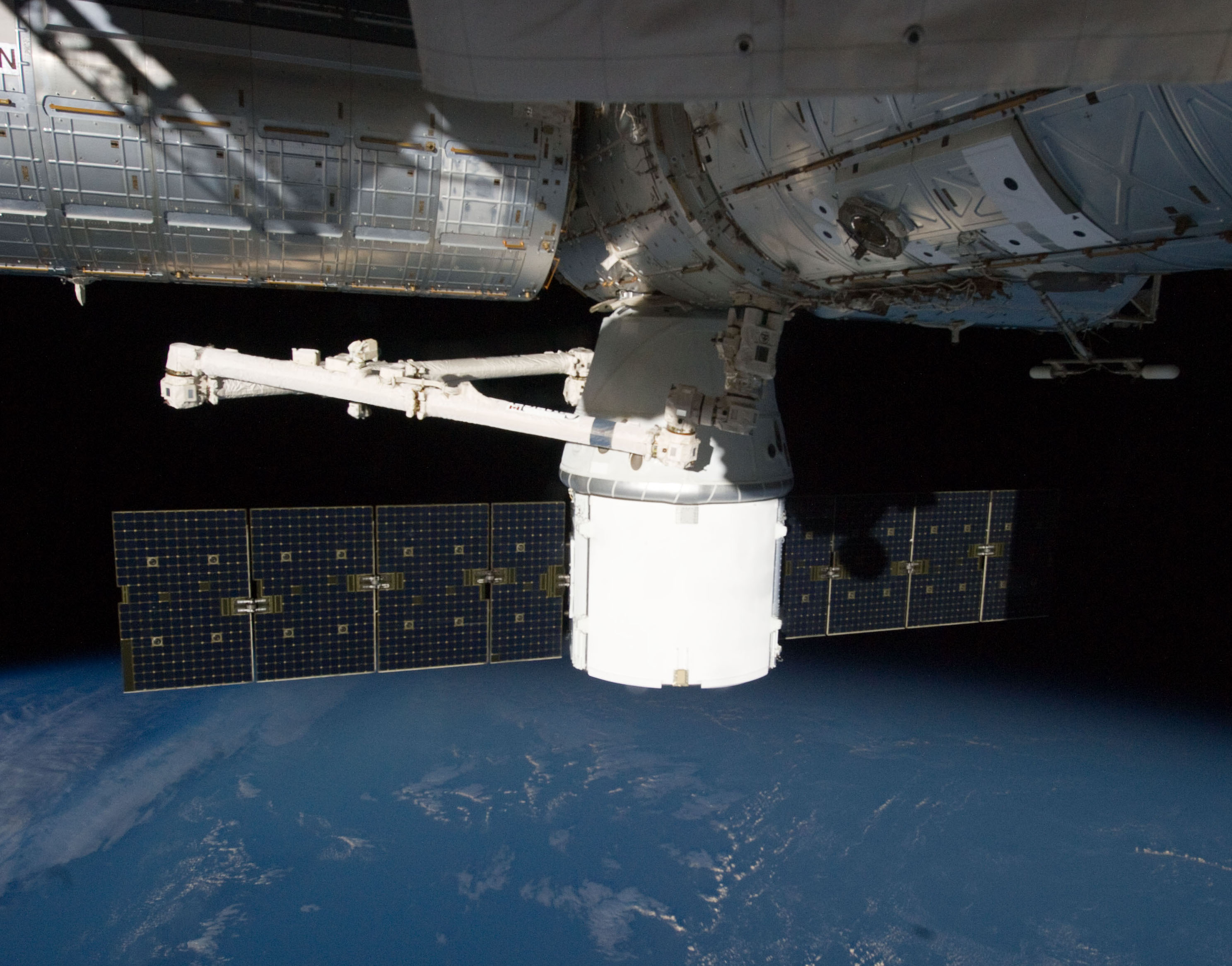
Dragon zadokowany do modułu Harmony
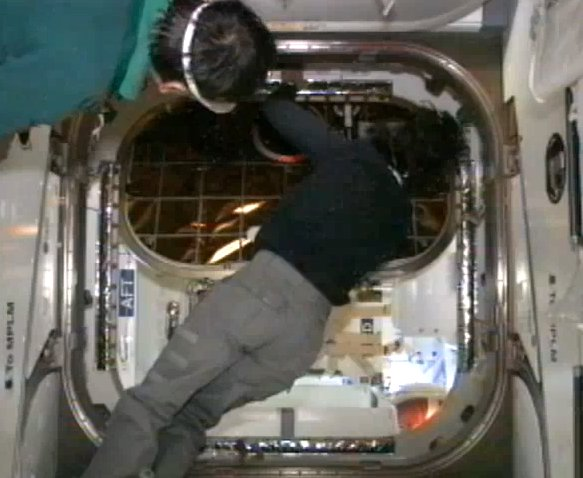
Astronautka Sunita Williams otwiera właz do modułu hermetycznego Dragona SpX-1
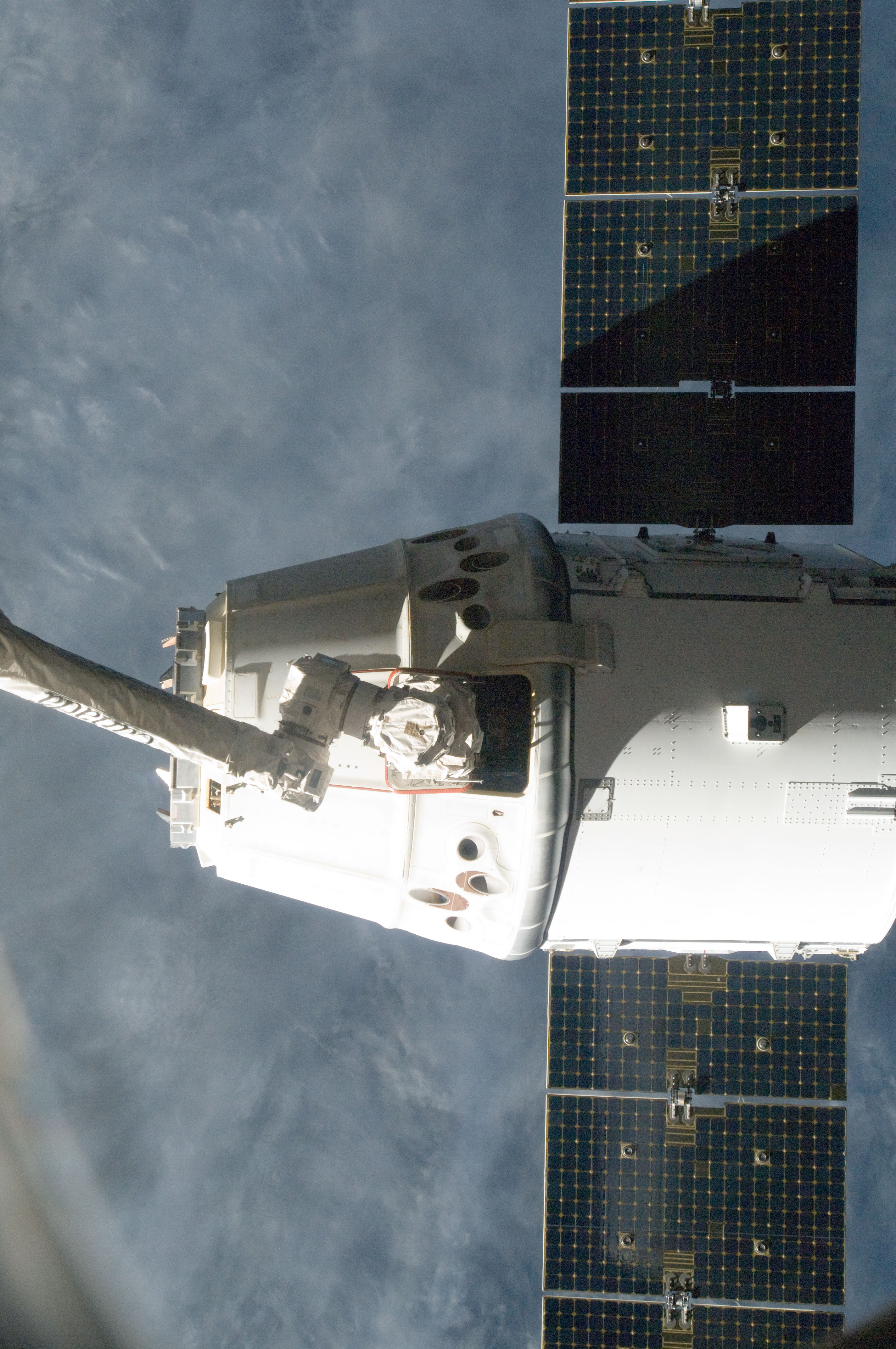
Dragon SpX-1 odciągany od stacji przez Canadarm2 po odcumowaniu
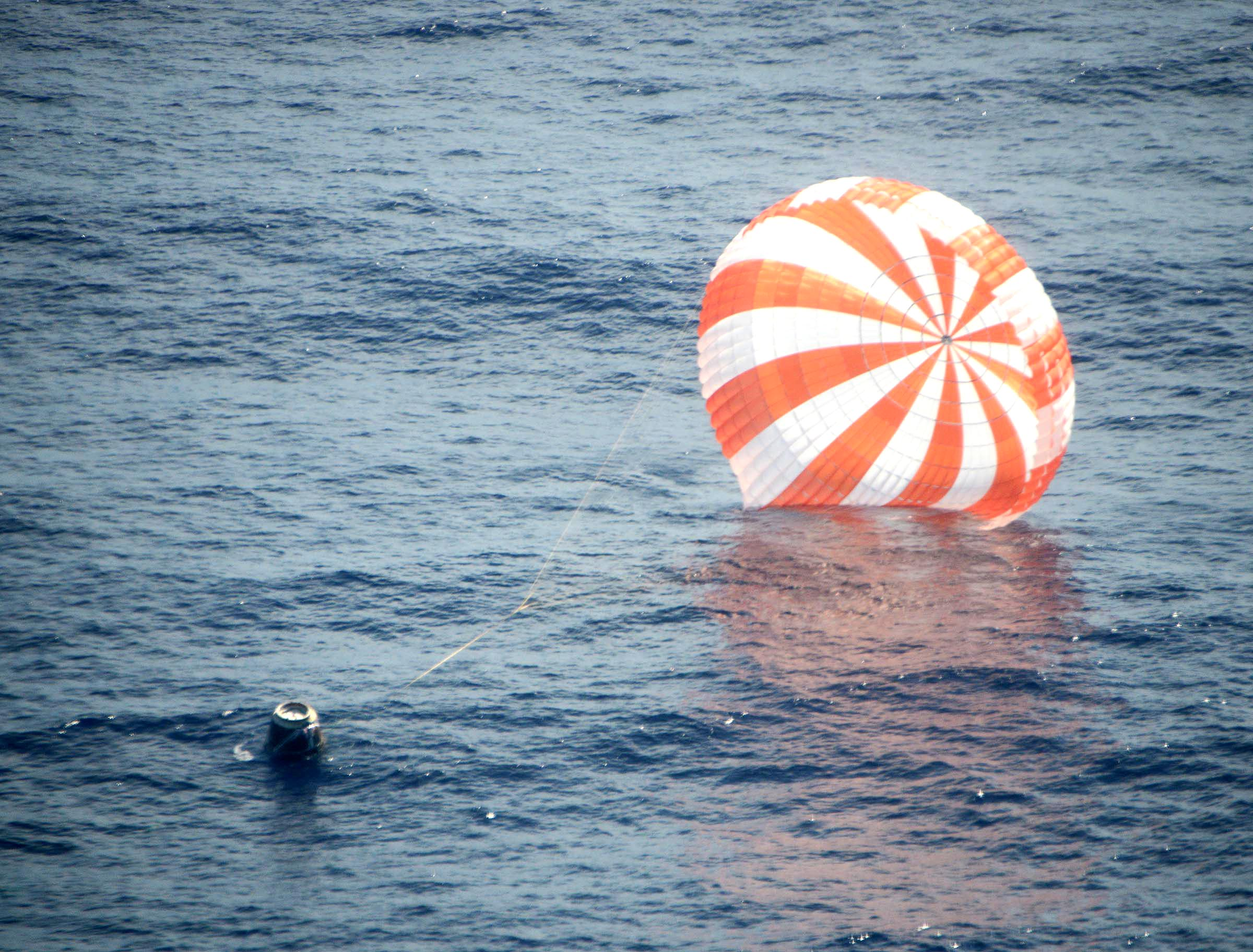
Kapsuła powrotna statku Dragon po wodowaniu na Pacyfiku